# Amanda (film, 1938)
Pour les articles homonymes, voir Amanda.
« Carefree » redirige ici. Pour la ville de l'Arizona, voir Carefree (Arizona).
Pour plus de détails, voir Fiche technique et Distribution.
Amanda (titre original : Carefree) est un film musical américain réalisé par Mark Sandrich, sorti sur les écrans en 1938.

## Synopsis
Une jeune femme, Amanda Cooper (Ginger Rogers), tombe amoureuse de son psychiatre, Tony Flagg (Fred Astaire). Son fiancé, Stephen Arden (Ralph Bellamy), commence à trouver que son ami Tony ne change pas grand-chose à la pensée de mariage entre Amanda et lui. Après avoir hypnotisé Amanda, Tony se rend compte qu'il est amoureux d'elle et tente en vain de se réconcilier avec elle qui, après sa séance, ne l'aime plus. À cause (ou grâce) à Stephen, Amanda a un choc et comme elle n'est plus sous hypnose, elle recommence à beaucoup aimer Tony, qu'elle finit par épouser.

## Fiche technique
- Titre : Amanda
- Titre original : Carefree
- Réalisation : Mark Sandrich, assisté de Leslie Goodwins (non crédité)
- Scénario : Allan Scott, Ernest Pagano d'après une histoire de Marian Ainslee, Guy Endore, Dudley Nichols et Hagar Wilde
- Production: Pandro S. Berman
- Société de production : RKO
- Musique : Irving Berlin et (non crédité) Robert Russell Bennett
- Directeur musical : Victor Baravalle
- Chorégraphie : Hermes Pan et Fred Astaire
- Directeur de la photographie : Robert de Grasse
- Montage : William Hamilton
- Direction artistique : Van Nest Polglase et Carroll Clark (associé)
- Décors de plateau : Darrell Silvera
- Costumes : Howard Greer pour Ginger Rogers et Edward Stevenson
- Pays de production :  États-Unis
- Format : noir et blanc - Son : Mono (RCA Victor System)
- Langue : anglais - français
- Genre : film musical et comédie romantique
- Durée : 83 minutes
- Dates de sortie : 
  - États-Unis : 2 septembre 1938
  - France : 5 octobre 1938

## Distribution
- Fred Astaire : Dr. Tony Flagg
- Ginger Rogers : Amanda Cooper
- Ralph Bellamy : Stephen "Steve" Arden
- Luella Gear : Tante Cora
- Jack Carson : Thomas Connors
- Clarence Kolb : Le juge Joe Travers
- Franklin Pangborn : Roland Hunter
- Walter Kingsford : Dr. Powers
- Kay Sutton : Miss Adams
- Charles Coleman : Le portier (non crédité)
- Hattie McDaniel : Hattie (non créditée)
- James Finlayson : un homme sur le cours de golfe (non crédité)
- Edward Gargan : le policier (non crédité)
- Paul Guilfoyle : le chef liftier (non crédité)
- Donald Kerr : le réparateur sur l'échelle (non crédité)
- Richard Lane : Henry, le maître d'hôtel du country club (non crédité)
- Frank Moran : un chauffeur de taxi  (non crédité)

## Autour du film
- Amanda est le huitième des dix films tournés ensemble par Fred Astaire et Ginger Rogers, dont neuf pour la RKO.
- Le film présente deux particularités dans la série : c'est le plus court, avec seulement quatre numéros musicaux, (plusieurs séquences ont été abandonnées ou coupées au montage), et c'est le seul où ils partagent un long baiser, à la fin de « I Used to be Color Blind », un numéro onirique dont une partie était projetée au ralenti.
- Un tournage en couleur d'Amanda, ou du moins de « I Used to be Color Blind », était prévu, le titre de la chanson faisant d'ailleurs directement référence à l'utilisation du Technicolor. L'idée fut abandonnée en raison du coût ou des difficultés de production, suivant les sources.
- Le tandem s'était dans la pratique séparé après L'Entreprenant Monsieur Petrov, Fred Astaire, un peu las de suivre la même formule, tournant Une demoiselle en détresse avec Joan Fontaine, et Ginger Rogers jouant de son côté dans Pension d'artistes face à Katharine Hepburn, Vacances payées avec Douglas Fairbanks Jr. et Mariage incognito en compagnie James Stewart. La RKO, qui était alors au bord de la faillite, reforma le duo et mit très vite en chantier Amanda et, dans la foulée, La Grande Farandole en espérant qu'ils auraient un succès aussi net que leurs premiers longs métrages. En raison de coûts de production qui avaient fortement augmenté au cours des années 30, les deux films furent cependant déficitaires.
- C'est le dernier film de Mark Sandrich où apparaît Ginger Rogers. Rogers s'était plainte de son traitement par le studio, ses cachets étant moins élevés que ceux de Fred Astaire ou des seconds rôles masculins de leurs films, et du traitement dont Sandrich la gratifiait. Elle eut gain de cause contre Sandrich auprès du producteur Pedro Berman, reproduisant même la lettre de ce dernier dans ses mémoires.